# Ken Dagnall
Kenneth „Ken“ Dagnall (* 30. Januar 1921; † 26. März 1995 in Great Lever) war ein englischer Fußballschiedsrichter.

## Sportlicher Werdegang
Dagnall war als Amateurspieler zeitweise für Accrington Stanley aktiv und pfiff zunächst in der Lancashire Combination, ehe er 1954 zunächst als Linienrichter und später in den Kreis der Spielleiter der Wettbewerbe der Football League aufgenommen wurde. 1962 kam er auf die FIFA-Schiedsrichterliste und leitete im Oktober des Jahres im Rahmen der British Home Championship mit dem Duell zwischen Wales und Schottland sein erstes Länderspiel. Nachdem er im Rahmen der Qualifikation zur Weltmeisterschaft 1966 zum Einsatz gekommen war, gehörte er auch beim Endrundenturnier zu den Spielleitern, als er das Gruppenspiel zwischen Brasilien und Ungarn sowie das „kleine Finale“ zwischen Portugal und der Sowjetunion pfiff.
Auf nationaler Ebene war Dagnall Schiedsrichter im Endspiel um den FA Cup 1966/67, als sich in einem Londoner Stadtduell Tottenham Hotspur und der FC Chelsea gegenüberstanden. Bereits fünf Jahre zuvor hatte er 1962 das Spiele um das FA Community Shield zwischen Meister Ipswich Town und dem seinerzeitigen Pokalsieger Tottenham Hotspur geleitet.